# Orcs & Elves II
Az Orcs & Elves II egy fantasy szerepjáték videójáték formájában mobiltelefonra. John Carmack és a Fountainhead Entertainment fejlesztette ki, az id Software felügyelete alatt, majd az Electronis Arts adta ki 2007. november 15-én. Ez a játék is, csakúgy mint az Orcs & Elves, a Doom RPG motorján alapszik.

## Játékmenet
Az Orcs & Elves II egy FPS nézetben játszódó körökre osztott szerepjáték, amelynek játékmenete szinte teljesen megegyezik az Orc & Elves első részével. A harcokban itt is minden egyes mozgás, lövés vagy varázslás lépésnek számít, kivéve a fordulás és a fegyverek közti váltogatás. A játék úgy van kitalálva, hogy minden egyes lépésnél a játékos egy képzeletbeli négyzetrácsos padlón mozog, amely szerint minden egyes kocka egy lépést jelent a körökre osztott játék során, mindezt belső nézetben.
Ebben a részben is kazamatákban játszódik a játék, ahol különböző méretű és berendezésű helységek, illetve szobák találhatóak, amelyeket bármikor bejárhat a játékos. Néhány ellenségnél is muszáj, hogy valamilyen stratégiát alkalmazzunk, mivel immunisak lehetnek különböző varázslatokra vagy támadásokra.
Néhány alapvető szerepjáték elem ebbe a részbe is bekerült, mint például a barlangokban való mászkálás, a karakter felfejlesztése, illetve tárgyak megvétele aranyért cserébe. Ahogyan a játékos egyre jobban a játék vége felé közeledik, úgy nőnek az egyes tulajdonságai, mint például az erőssége, az életereje és a védekezése. Közben pedig különböző titkos területeket, s tárgyakat fedez fel, illetve küldetéseket old meg. Habár a játékos csupán egy kezdetleges karddal és egy Ellon nevű varázspálcával rendelkezik a játék elején, később már egyre erősebb fegyvereket és páncélokat találhat, illetve vásárolhat magának aranyért az erre kinevezett boltokban. A tárgyak akár lehetnek passzív és aktív hatásúak. A passzívakhoz például a pajzsok tartoznak, amelyek megvédik a játékost, vagy a gyűrűk és a kulacsok, amelyek viszont a játékos képességein javít. Az aktívakhoz pedig az erősebb fegyverek tartoznak, mint például a harci kalapácsok, a számszeríjjak vagy a varázspálcák.

## Pályák és fegyverek
| Pályák                                                                          | Fegyverek |
| ------------------------------------------------------------------------------- | --- |
| Caverns - Barlangok                                                             | Wand - Az Ellon nevű varázspálca.                                                                                       |
| Dwarkar - Az első város, ahová betér a játékos, bár a lakók nem túl kedvesek.   | Staff - Egy közönséges bot, amellyel szikladarabokat és szétverhető tárgyakat verhetünk szét.                           |
| Tunnels - Alagutak                                                              | Dagger, Poison Dagger - A játék elején csak egy egyszerű tőr, ám később már egy mérgezett tőrré alakul át.              |
| El'Landra - A második városban, ahol már kedvesebbek a lakosok.                 | Bob - Egy egér, akinek segítségével akár a börtönökből is kijuthatunk, illetve titkos helyeket fedeztethetünk fel vele. |
| Dark Forest - Magyarul Sötét Erdő, amely a következő városba vezeti a játékost. | Kinetic Bow - Gyors Íj, amely tüzes nyilakat lő ki.                                                                     |
| Sol - A főellenség által megszállt és romba döntött város.                      | Flame Sword - Lángoló Kard, amely lángba borítja az ellenséget.                                                         |
| Darkfel - Itt kerül sor a főellenség és a játékos összecsapására.               | Shrink Orb - Összezsugorító Gömb, amely négy körre összezsugorítja az ellenséget.                                       |
|                                                                                 | Mold Orb - Mérgező Gömb, amely négy körre megmérgezi az ellenséget.                                                     |
|                                                                                 | Freeze Orb - Fagyasztó Gömb, amely négy körre lefagyasztja az ellenséget.                                               |

### Hivatalos oldalak
- Hivatalos oldal (angolul)
- Orcs & Elves II az id Software oldalán (angolul)
- Orcs & Elves II Archiválva 2008. augusztus 28-i dátummal a Wayback Machine-ben a Fountainhead Entertainment oldalán (angolul)
- Orcs & Elves II az Electronic Arts oldalán (angolul)
- Orcs & Elves II[halott link] az Electronic Arts magyar oldalán

### Ismertetők
- Orcs & Elves II Archiválva 2009. február 2-i dátummal a Wayback Machine-ben a GameSpot.com-on (angolul)
- Orcs & Elves II a 1UP.com-on (angolul)
- Orcs & Elves II a GameFAQs.com-on (angolul)

### Egyéb
- Orcs & Elves John Carmack blogján (angolul)